# Parepixanthis
Parepixanthis är ett släkte av skalbaggar. Parepixanthis ingår i familjen Cetoniidae.
Kladogram enligt Catalogue of Life:
| Parepixanthis | \| \| Parepixanthis gueyraudi \| \| \| \| \| \| Parepixanthis octopunctata \| \| \| \| |
|               | \| \| Parepixanthis gueyraudi \| \| \| \| \| \| Parepixanthis octopunctata \| \| \| \| |
|               | Parepixanthis gueyraudi                                                                |
|               |                                                                                        |
|               | Parepixanthis octopunctata                                                             |
|               |                                                                                        |